# 哈欠

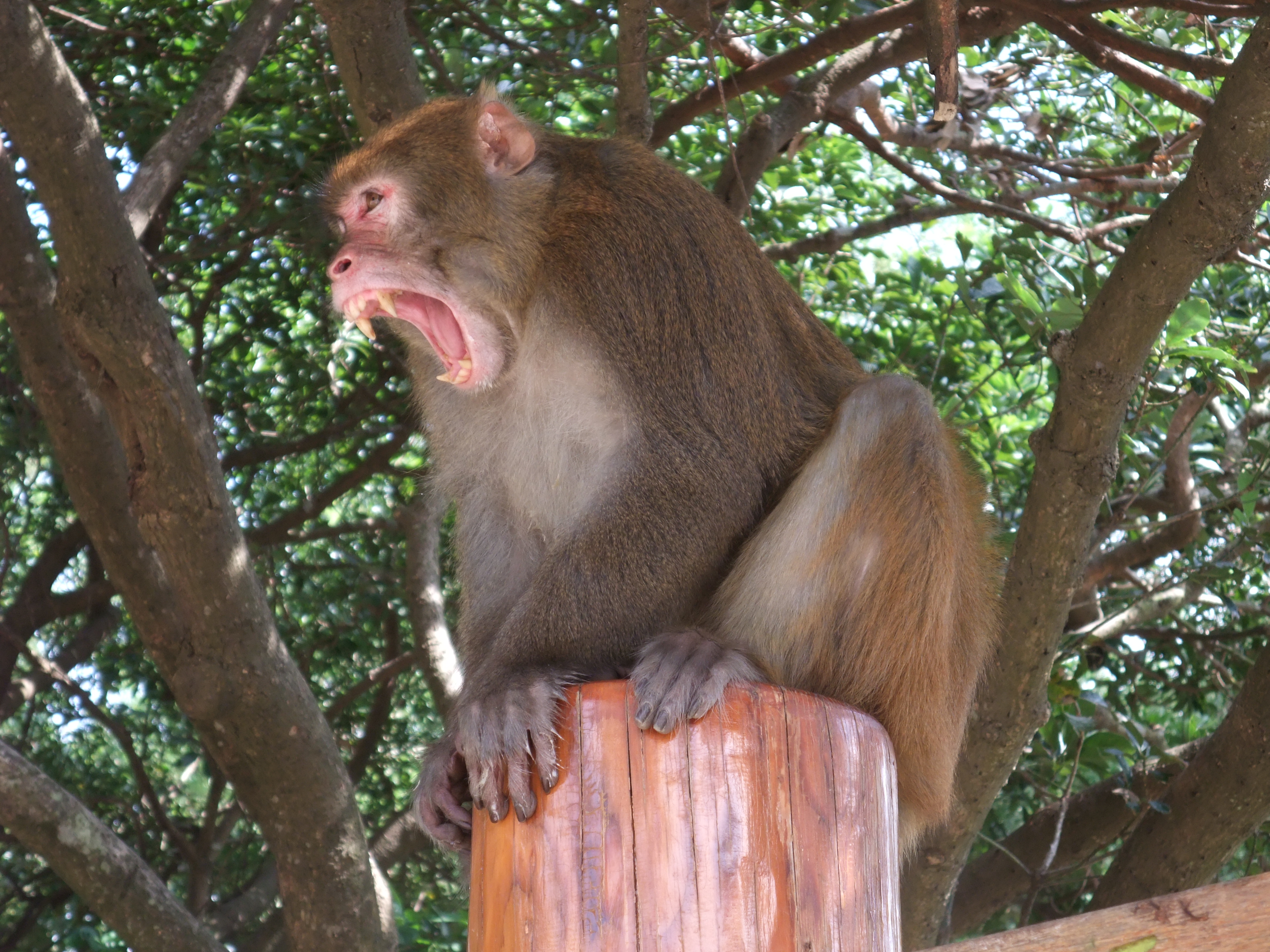
一隻正在打呵欠的恒河猴

哈欠（英語：yawn），又叫呵欠、打喊露、放飛蚊，是一種屬條件反射的深呼吸活動，並在日常生活中表達沉悶、渴睡、或舒緩緊張情緒，一般動物如貓、狗也會打呵欠。
在黑猩猩、狗、貓、鳥類和爬行動物中觀察到打哈欠會互相影響，哈欠也可能在不同物種之間「傳染」。研究表明，「感染性」的打哈欠最早出現在學會識別他人情緒的孩子身上（大約4到5歲），而那些患有精神疾病的孩子和正常發育孩子的對照組相比，打哈欠「傳染」的敏感度相對降低。

## 發生原因
如今有各種方面的說法來解釋打哈欠的原因。幾種說法如下:

### 冷卻腦部
大腦在特定的溫度下運行效率會較好，因此，人體透過打哈欠吸入溫度低的空氣冷卻口腔及咽喉的血液，再經由血液循環來降低大腦溫度。奧爾巴尼大學的研究發現，測試者在頭上捂著熱毛巾時觀看人們打哈欠的影片時，他們打哈欠的可能性為41%，而當捂著涼毛巾觀看時可能性降低到9%。打哈欠會增加心率和血流量，將大量空氣傳遞到大腦，為這一區域的血液降溫。

### 腦部缺氧、二氧化碳過多
因為腦部缺氧，人體透過打哈欠將肺部撐大，吸入更多氧氣；吐氣時會讓肺部收縮，將二氧化碳擠出。但是此說法被質疑不是確切的原因，因為人體在激烈運動後急需氧氣時，卻不會打哈欠。

## 相關研究的缺乏

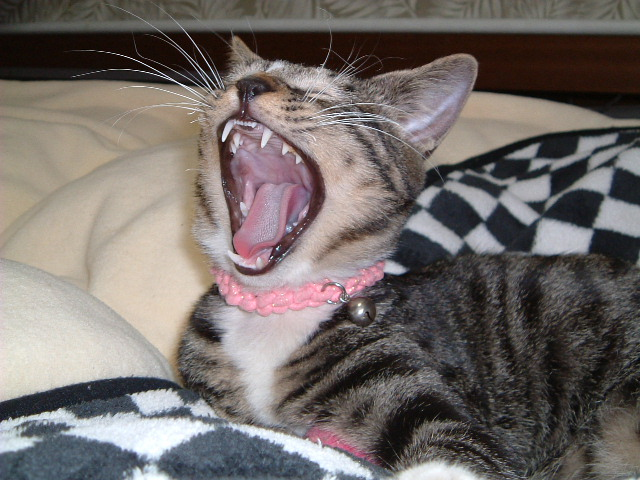
正在打呵欠的貓

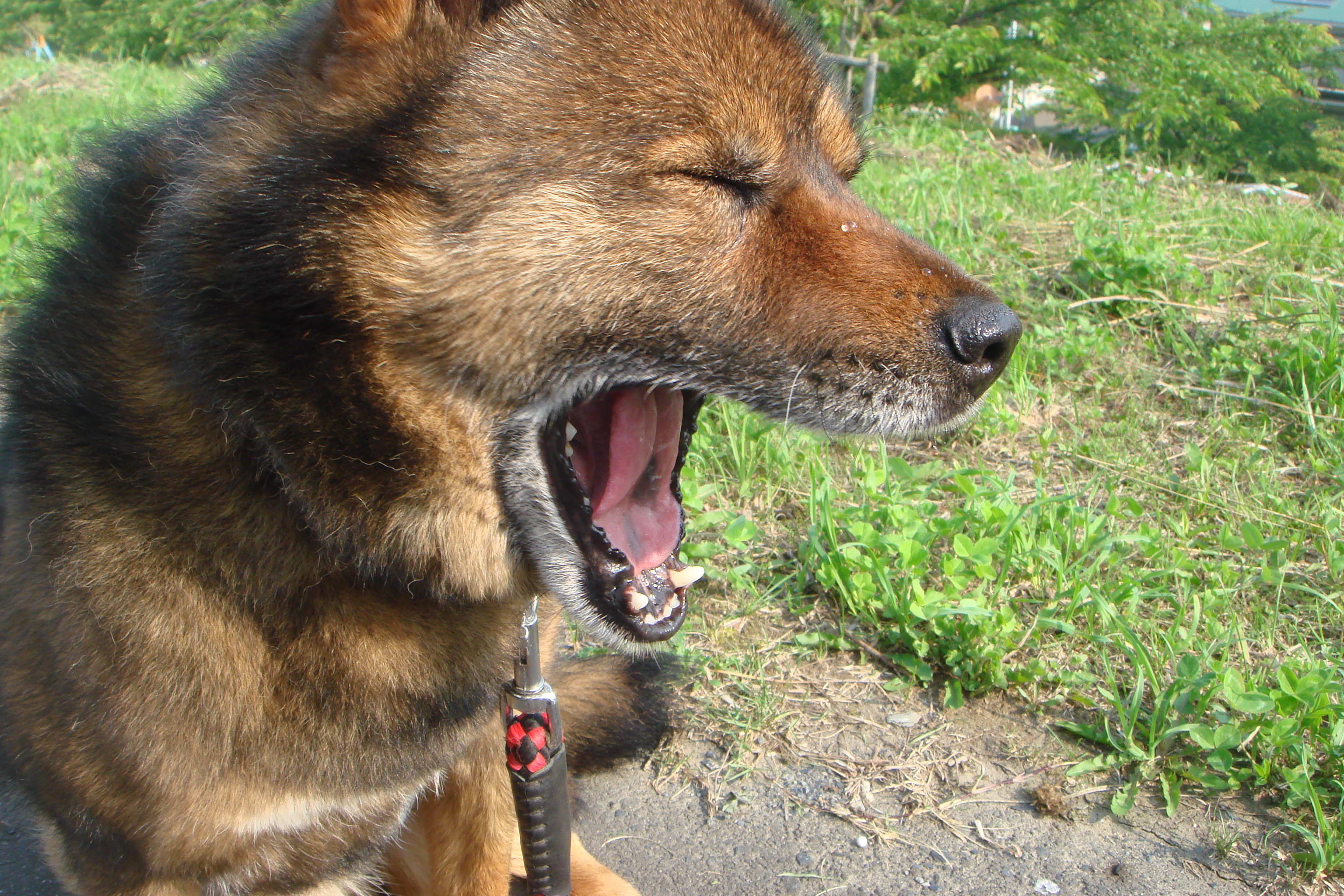
正在打呵欠的狗

從日常生活觀察可知，由靈長類到貓狗，乃至爬蟲類、魚類都會打呵欠，因此可以確定這是非常古老的生物機制，至少可回溯到魚類出現的5億年前，脊椎動物便已經擁有這個中樞神經反射機制。但令人訝異的是目前沒有正式的科學研究去探討打呵欠的真正生物功能。
從常識歸納，上述缺氧、二氧化碳過多，或是冷卻腦部之說都不太有說服力。因為當你亢奮的時候並不會想打呵欠，運動後體內二氧化碳多、體溫高，或是大太陽下你也不會特別想打呵欠。更別說這是跨物種的行為，魚類並沒有肺卻也有相同的行為，顯然打呵欠的生物機制不能只從人類的角度來思考。
打呵欠只會在慵懶、疲累與缺乏休息的狀況下出現。故合理推測此機制與提振精神有關，是當你疲累的時候促進大腦與中樞神經保持正常運作的刺激機制。或許此動作會刺激中樞神經，或促進例如腦內啡等內分泌素的分泌，以維持生物體在疲累狀況下的運作，因此疲累時會一直打呵欠，如同非常勞累的時候你會想喝提神飲料一樣，但也可能為促進睡眠，據部分難睡人士經驗，打哈欠次數達數次以上可略微加快入睡，平均減少3至8分鐘不等之入睡時間，但也因人而異，故暫定為資訊不全待查證
此部份仍待正式科學研究（腦波、心電圖、行為觀察...等）解謎。

## 延伸閱讀
- Provine, Robert R. Curious Behavior: Yawning, Laughing, Hiccupping, and Beyond (Harvard University Press; 2012) 246 pages; examines the evolutionary context for humans

## 外部連結
- Yawn（页面存档备份，存于） article in Scholarpedia.
- Why Do We Yawn? The unexpected truth behind the science of yawning（页面存档备份，存于）, LiveLeak（英语：LiveLeak） (originally aired on Good Morning America), 30 July 2007
- A Real Yawner: Causes, Concerns and Communications of the Yawn, Mary Bridget Reilly, University of Cincinnati, 23 October 2003
- 酷研究／為什麼會打哈欠？！　原來是為大腦降溫 | NOWnews 今日新聞（页面存档备份，存于）